# Усох (Брянская область)
Усох — село в Трубчевском районе Брянской области России. Административный центр Усохского сельского поселения.

## География
Село находится в южной части Брянской области, в зоне хвойно-широколиственных лесов, на левом берегу реки Поройца, вблизи места впадения её в реку Посорь, при автодороге 15К-2607, на расстоянии примерно 3 км (по прямой) к северо-востоку от города Трубчевск, административного центра района. Абсолютная высота — 161 м над уровнем моря.

### Климат
Климат характеризуется как умеренно континентальный, с холодной снежной зимой и относительно тёплым продолжительным летом. Среднегодовая многолетняя температура воздуха составляет 5,5 °С. Средняя температура воздуха самого тёплого месяца (июля) — 18,6 °C (абсолютный максимум — 36 °C); самого холодного (января) — −8,1 °C (абсолютный минимум — −37 °C). Безморозный период длится в среднем 160 дней. Среднегодовое количество атмосферных осадков составляет 600 мм, из которых большая часть (440 мм) выпадает в период с апреля по октябрь. Снежный покров держится в течение 120 дней.

### Часовой пояс
Село Усох, как и вся Брянская область, находится в часовой зоне МСК (московское время). Смещение применяемого времени относительно UTC составляет +3:00.

## Население
| 2010 | 2013 |
| ---- | ---- |
| 733  | ↘715 |

### Национальный состав
Согласно результатам переписи 2002 года, в национальной структуре населения русские составляли 96 % из 795 чел.